# Schizoprymnus commotus
Schizoprymnus commotus är en stekelart som beskrevs av Papp 1989. Schizoprymnus commotus ingår i släktet Schizoprymnus och familjen bracksteklar. Inga underarter finns listade i Catalogue of Life.